# چارلز تی. جیمز
چارلز تی. جیمز (به انگلیسی: Charles Tillinghast James) سناتور سابق عضو حزب دموکرات ایالات متحده آمریکا بود. وی در سال ۱۸۵۱ تا ۱۸۵۷ میلادی سناتور ایالت رود آیلند در سنای ایالات متحده آمریکا بود.